# ヒメアシナガコガネ
ヒメアシナガコガネ Ectinohoplia obducta はコガネムシ科の昆虫の1種。小柄で足が長く、花などに集まる。芝生等の害虫としても知られる。古くはヒメハナムグリの和名が用いられた。

## 特長
体型はやや平たくて足が長い。体型はほぼ長卵形で、体長は7-10mm、幅4-5.5mm。おおむね体の地色は黒褐色から黒で、しかしながら表面ほぼ全面に黄色の鱗毛を装うために、外見的にはほぼ黄色で、背面に縦長の黒い斑紋が並ぶ。ただし後述のような斑紋の変異がある。
頭部は小さく、頭楯は新月型をしていて黒く、細かな点刻が密生し、鱗毛はない。またその前の縁は直線上で縁が上に反っている。前頭部は黄色の鱗毛が密生し、その隙間に細かな毛がある。触角は赤褐色で、10節からなり、片状の突出部を持つ節は3節あり、短くて太い。前胸背はその外側の縁が鈍い角状に突出し、後方の縁は円弧の形に張り出す。上の面は中央が高く盛り上がり、全体に黄色の鱗毛を装い、ただし正中線の両側に太い縦長の黒い帯斑があり、往々にしてその外側にも黒帯斑を持つ。ただし時にその全面が黄色、あるいは黒い個体もある。小楯板は縦長の三角形、鱗毛がある。前翅は背面に畳んだ状態で全胸背板より幅広く、長さはそのほぼ二倍。両側の縁はほぼ並行になっており、後方に向かって幅が狭まり、湾曲して後端の合わされた縁はほぼ直線状となる。背側の面は平らになっており、黄色の鱗毛に覆われ、左右それぞれに黒い縦筋状の斑紋が3列あるが、それぞれ途中を1回か2回、黄色部で寸断されている。そのさらに外側にも黒い条斑があるものもあり、また背面全体が黄色や黒の個体も見られる。前翅の後端からは腹部最後の節と1つ前の節が露出している。最後端の節は半楕円形で、縁があり、ほぼ扁平で、黄色の鱗毛が密生し、その間に短い毛がある。歩脚は細長く、前脚の脛節先端に近い位置に外側に3つの歯があり、爪は内外ほぼ同大で、その先端は幅広くなっており、それぞれ1つの歯がある。雄の後肢腿節は雌より明らかに細い。
幼虫は最大で体長17mm程になり、尾の後端の下面に鈎状の刺毛がまばらに出る。

## 生態
成虫は初夏に出現する。東北地方の山間部では成虫になるのに2年を要することが知られているが、低地での状況は知られていない。冬期には幼虫がシバの地下にいることがある。
樹木の花に集まり、特に6月頃には個体数が増えて栗の花の上でよく見ることが出来る。広葉樹や大柄な草本の葉を食べ、粗い網目状の食痕を残す。普通種で、本属のみならずアシナガコガネ族ではもっとも普通に見られるものである。

## 分布
日本では北海道、本州、四国、九州と壱岐、五島列島、甑島列島、大隅諸島に分布し、対馬からも記録がある。国外では中国から知られる。

## 類似のもの
同属の種は他にもあり、上野他編著(1985)ではこの属のものとして以下のような種が取り上げられている。
- Ectinohoplia　ヒメアシナガコガネ属
  - E. gracilipes：キイロアシナガコガネ
  - E. obducta：ヒメアシナガコガネ
  - E. rufipes：カバイロアシナガコガネ

名前の上でよく似ているアシナガコガネ Hoplia communis は属を異にするが、外見はかなり似ており、アシナガコガネ属は本種の含まれるヒメアシナガコガネ属と近縁とされる。この種には腹面に光沢のある鱗片がない。大きさは名前に反してこの種の方がやや小柄である。本種と同属の種も複数知られる。属の区別としては本種の属では前翅の後端から腹部末端の2節がはみ出して見えるのに対して、アシナガコガネ属では第2節がほとんど見えない点などである。キイロアシナガコガネは大隅諸島以南の南西諸島の固有種であり、またカバイロアシナガコガネは本種より背面が色濃く、日本では北海道、本州、四国、九州の記録があるが、寒冷地に多いものかと推察されている。

## 利害
成虫は様々な広葉樹の花と葉を食害し、幼虫は芝草の根を喰うため、害虫となることがある。成虫では山間部の果樹園において、リンゴの葉を食害し、またクリの花を芯を残して食い尽くすことがある。他にナシや柑橘類も被害を受けることがある。クリでの被害については実態が明らかではないものの、結実への影響は少なからずあるものと想像される。
幼虫は芝生の害虫で、シバやケンタッキーブルーグラスがよく被害を受けるが、オーチャードグラスでは被害が少ない。
桜桃では山間部において、時に集中的な被害を生じる。